# Ясов
Ясов (в прошлом Ясов и Ясовски Подзамок (Подградье) венг. Jászó, Jászóváralja, нем. Joss, Pizendorf, Pisendorf) — село в Словакии в районе Кошице-Околье. Лежит в долине реки Бодва, в 20 километрах к западу от Кошице.

## Население
| Год:                | 1994 | 2004     | 2014     | 2024    |
| ------------------- | ---- | -------- | -------- | ------- |
| Количество человек: | 2436 | 2832     | 3500     | 3740    |
| Разница:            |      | +16,25 % | +23,58 % | +6,85 % |

### Национальный состав
Данные переписи населения 2011 года
| Национальный состав (2011) | Национальный состав (2011) | Национальный состав (2011) | Национальный состав (2011) | Национальный состав (2011) |
| -------------------------- | -------------------------- | -------------------------- | -------------------------- | -------------------------- |

- Всего 3 351 жителей
- Словаки — 2 404 (71.74 %)
- Другие/неустановлено — 498 (14.86 %)
- Венгры — 237 (7.07 %)
- Ромы — 198 (5.91 %)

|

#### Родной язык

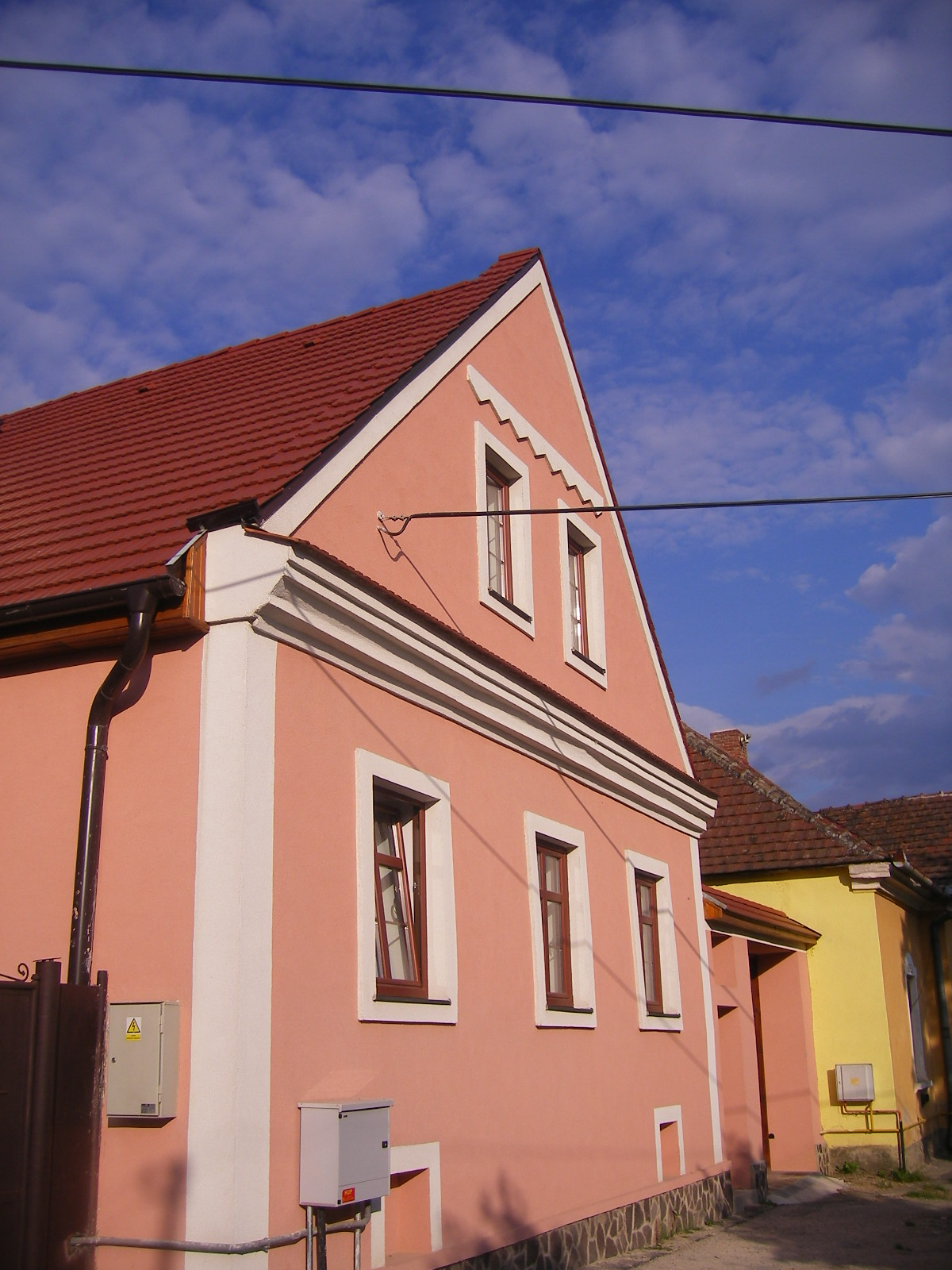
Традиционная архитектура села

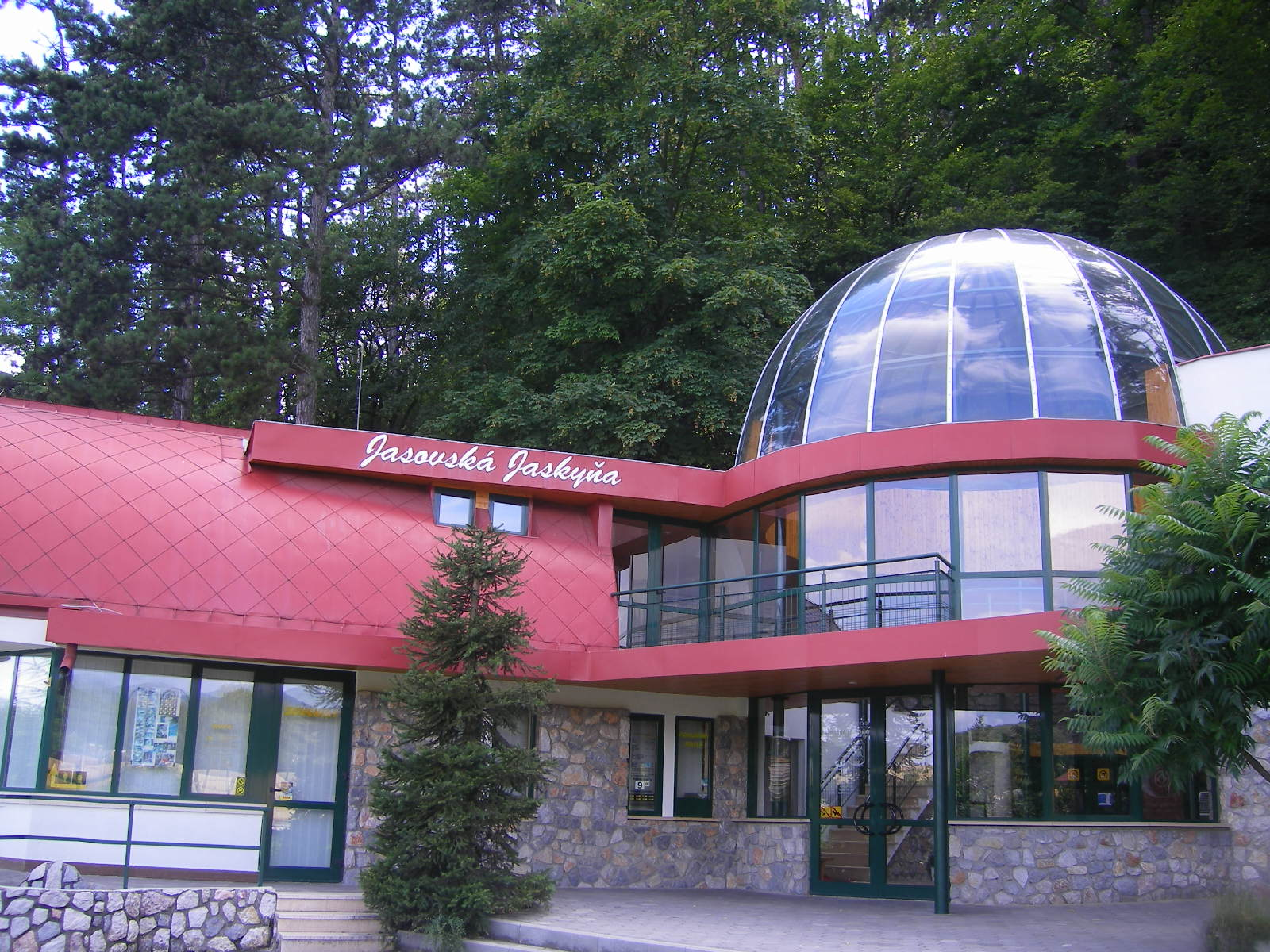
Вход в Ясовскую пещеру

Данные: Sčítanie obyvateľov, domov a bytov v roku 2011

'Родным языком в данном случае является тот, на котором с жителем разговаривали его родители
| Родной язык (2011) | Родной язык (2011) | Родной язык (2011) | Родной язык (2011) | Родной язык (2011) |
| ------------------ | ------------------ | ------------------ | ------------------ | ------------------ |

- Словацкий — 1 567 (46.76 %)
- Ромский — 879 (26.23 %)
- Неустановлено — 511 (15.25 %)
- Венгерский — 378 (11.28 %)

|

#### Служебный язык
Данные: Sčítanie obyvateľov, domov a bytov v roku 2011

В данном случае служебным языком является тот, который житель использовал чаще всего на работе или в школе
| Úradný jazyk - Jasov (2011) | Úradný jazyk - Jasov (2011) | Úradný jazyk - Jasov (2011) | Úradný jazyk - Jasov (2011) | Úradný jazyk - Jasov (2011) |
| --------------------------- | --------------------------- | --------------------------- | --------------------------- | --------------------------- |

- словацкий — 1 964 (58.61 %)
- неустановленно — 1 079 (32.20 %)
- венгерский — 219 (6.54 %)
- ромский — 56 (1.67 %)

|}
| Данные: Sčítanie obyvateľov, domov a bytov v roku 2011 \| Религиозный состав (2011)[4] \| Религиозный состав (2011)[4] \| Религиозный состав (2011)[4] \| Религиозный состав (2011)[4] \| Религиозный состав (2011)[4] \| \| ---------------------------- \| ---------------------------- \| ---------------------------- \| ---------------------------- \| ---------------------------- \| - Римско-католическая церковь — 2 166 (64.64 %) - неустановлено — 586 (17.49 %) - без вероисповедания — 475 (14.17 %) - Грекокатолики — 48 (1.43 %) - Православная церковь — 24 (0.72 %) - Реформированная христианская церковь — 21 (0.63 %) |  |  |  |  |
| Религиозный состав (2011) |  |  |  |  |
| |  |  |  |  |

## Образование
В селе есть начальная школа и два детских сада.